# Snejinsk
Snejinsk (en russe : Снежинск) est une ville fermée de l'oblast de Tcheliabinsk, en Russie. Elle compte 49 116 habitants en 2013.
Snejinsk abrite un important centre de recherches nucléaires et fut longtemps une ville secrète portant le nom de code de Tcheliabinsk-70.

## Géographie
Snejinsk s'étend entre le lac Sinara au nord et le lac Silatch au sud. Elle se trouve à 22 km au nord de Kasli, à 32 km à l'est de Verkhni Oufaleï et à 111 km au nord-ouest de Tcheliabinsk.

## Histoire
Snejinsk a été construite autour d'un centre de recherche scientifique très important pour l'Union soviétique, puis la fédération de Russie, connu en Occident par son acronyme VNIITF. Ce centre, fondé en 1955, est le second site consacré au programme nucléaire russe, l'autre étant le VNIIEF de Sarov. La localité reçut d'abord le nom de code Kasli-2 (en russe : Касли-2) puis fut renommée Tcheliabinsk-50 en 1959 et Tcheliabinsk-70 en 1966. En 1993, elle reçut le statut de ville et fut renommée Snejinsk.

## Population
Recensements (*) ou estimations de la population
| 1996   | 2002*  | 2010*  | 2012   | 2013   |
| ------ | ------ | ------ | ------ | ------ |
| 47 900 | 50 451 | 48 810 | 48 899 | 49 116 |

## Sport
- Sungul Snejinsk, club de handball

## Jumelage
- Livermore (États-Unis)